# Richard von San Germano
Richard von San Germano, Ryccardus de Sancto Germano, (* um 1165; † 7. Mai 1244) war ein öffentlicher Notar in der Stadt in der Nähe des Klosters Montecassino. Neben seiner Amtstätigkeit in San Germano zwischen 1186 und 1232 ist er seit 1220 auch in der Finanzverwaltung Kaiser Friedrichs II. belegt. Seit 1214 führt er den Magistertitel. Seine Anwesenheit auf dem IV. Laterankonzil ist belegt.
Bekannt ist er vor allem durch seine Chronik, die in zwei sich teilweise ergänzenden Redaktionen überliefert ist und über die Geschichte des Königreiches Sizilien zwischen 1208 und 1244 berichtet. Dabei nehmen seine Darstellungen stets die Perspektive seiner Heimatregion ein. Seine Berichte sind nüchtern und immer wieder mit umfangreichen Zitaten aus Urkunden und Gesetzen sowie Briefen belegt. Damit ist seine Chronik eine der wichtigsten Quellen für die Geschichte des Regnum unter der Herrschaft Friedrichs II. Der Text der Assisen von Capua und der sie ergänzenden Assisen von Messina ist nur durch seine Chronik überliefert.

## Ausgaben
- Monumenta Germaniae Historica Scriptores XIX, 1866, S. 321–386 (Online-Ausgabe).
- Ignoti monachi Cisterciensis S. Mariae de Ferraria Chronica et Ryccardi de Sancto Germano chronica priora repperit in codice ms. Bononiensi atque nunc primum edidit Augustus Gaudenzi. Adiectis ejusdem Ryccardi chronicis posterioribus ex editione Georgii Pertzii, hrsg. von Augusto Gaudenzi, (Monumenti storici. Seria 1: Cronache, Bd. 3), Neapel 1888.
- Ryccardi de Sancto Germano notarii Chronica, hrsg. von Carlo Alberto Garufi, (Rerum Italicarum Scriptores. Nuova Edizione, Bd. 7,2), Bologna 1936–1938.
- La cronaca. Riccardo da S. Germano, hrsg. von  Giuseppe Sperduti, (Collana di studi storici medioevali, Bd. 2), Cassino 1999.